# М'язи голови людини

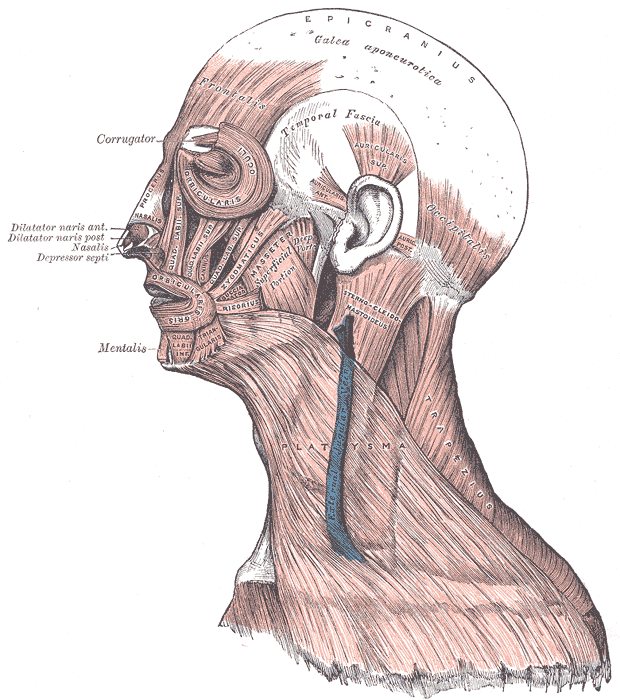
М'язи голови

В цій статті міститься список м'язів голови (лат. musculi capitis, mm. capitis), які є частиною м'язової системи людини. Їх об'єднано у список відповідно до міжнародного стандарту Terminologia Anatomica (TA), який було розроблено Федеративним комітетом з анатомічної термінології (FCAT) і Міжнародною федерацією асоціації анатомів (IFAA). М'язи голови діляться на мімічні (м'язи обличчя) та жувальні м'язи.

## Мімічні м'язи
Мімічні м'язи, або м'язи обличчя (лат. mm. faciei) розвиваються із зябрових дуг. Від інших скелетних м'язів вони відрізняються низкою особливостей своєї будови.. Мімічні  м'язи не мають подвійного кріплення до кісток — вони починаються від кісток лицевого черепа і кріпляться двома або одним кінцем до шкіри або до слизових оболонок, завдяки чому при їхньому скороченні міняється міміка обличчя (рельєф шкіри). Мімічні зв'язки є відносно тонкими, позбавлені фасцій і містяться в шарі жирової клітковини безпосередньо під шкірою. Ще однією особливістю мімічних м'язів є те, що, кріплячись до шкірного покриття, вони своїми окремими пучками з'єднуються між собою. Одиничне скорочення мімічних м'язів трапляється рідко, зазвичай відбувається скорочення цілої групи м'язів, але при цьому лише один із м'язів є визначальним. Від комбінацій цих скорочень залежить різноманітність міміки. Змінюючи форму отворів і зміщуючи шкіру з утворенням складок, мімічні м'язи надають обличчю певного виразу, що відповідає тому чи іншому переживанню. Крім основної функції — виражати емоції — мімічні м'язи також беруть участь у мовленні, жуванні. Для зручності описання мімічні м'язи відповідно до трьох відділів обличчя часто розділяються на три групи: верхню (м'язи, що займають верхню частину обличчя і містяться в області очної ямки та лоба), середню (розміщені між очними ямками та ротом) і нижню (м'язи, що групуються навколо рота і підборіддя). Відновідно до розміщення виділяються такі групи м'язів:
1. М'язи склепіння черепа;
2. М'язи навколо вушної раковини;
3. М'язи навколо ока;
4. М'язи навколо рота і щоки;
5. М'язи навколо ніздрів.

### М'язи склепіння черепа
| Зображення                                         | Назва (частини, черевця)                           | Назва (частини, черевця)                                                                     | Назва (частини, черевця)                                                                              | Кріпиться до | Кріпиться до                                                                                          | Кровопостачання                                                              | Іннервація                                                                       | Функція | Примітки                        |
| Зображення                                         | Назва (частини, черевця)                           | Назва (частини, черевця)                                                                     | Назва (частини, черевця)                                                                              | Початок | Кінець                                                                                                | Кровопостачання                                                              | Іннервація                                                                       | Функція | Примітки                        |
| -------------------------------------------------- | -------------------------------------------------- | -------------------------------------------------------------------------------------------- | --- | --- | --- | ---------------------------------------------------------------------------- | -------------------------------------------------------------------------------- | --- | ------------------------------- |
|                                                    | Надчерепний м'яз (лат. m. epicranius)              | Потилично-лобовий м'яз (лат. m. occipitofrontalis)                                           | Потиличне черевце (лат. venter occipitalis)                                                           | Латеральна частина верхньої вийної лінії потиличної кістки (лат. pars lateralis linea nuchae superior ossis temporalis) та соскоподібний відросток скроневої кістки (лат. processus mastoideus ossis temporalis) | Сухожилковий шолом, або надчерепний апоневроз (лат. galea aponeurotica, seu aponeurosis epicranialis) | Потилична, задня вушна артерії (лат. aa. occipitalis, auricularis posterior) | Задній вушний нерв лицевого нерва (лат. n. auricularis posterior nervi facialis) | Піднімає брови і шкіру над коренем носа, або тягне шкіру голови вперед, утворюючи на лобі поперечні складки | FMA: 9624 TA: A04.1.03.002 Gray |
| Лобне черевце (лат. venter frontalis)              | Надчерепний м'яз (лат. m. epicranius)              | Потилично-лобовий м'яз (лат. m. occipitofrontalis)                                           | Шкіра брів на рівні надбрівних дуг (лат. arcus superciliaris)                                         | Поверхнева скронева, надочноямкова, сльозова артерії (лат. aa. temporalis superficialis, supraorbitalis, lacrimalis)                                                                                             | Сухожилковий шолом, або надчерепний апоневроз (лат. galea aponeurotica, seu aponeurosis epicranialis) | Скроневі гілки лицевого нерва (лат. rr. temporales nervi facialis)           | Тягне шкіру голови назад                                                         | | FMA: 9624 TA: A04.1.03.002 Gray |
| Скронево-тім'яний м'яз (лат. m. temporoparietalis) | Скронево-тім'яний м'яз (лат. m. temporoparietalis) | Внутрішня сторона хряща вушної раковини (лат. pinna) між переднім та верхнім вушними м'язами | Поверхнева скронева та задня вушна артерії (лат. aa. temporalis superficialis, auricularis posterior) | Зміщує вушну раковину вперед і вгору | Сухожилковий шолом, або надчерепний апоневроз (лат. galea aponeurotica, seu aponeurosis epicranialis) | Скроневі гілки лицевого нерва (лат. rr. temporales nervi facialis)           |                                                                                  | | FMA: 9624 TA: A04.1.03.002 Gray |

### М'язи навколо ока
| Зображення                                                                        | Назва (частини, черевця)                                                          | Назва (частини, черевця)                                           | Назва (частини, черевця) | Кріпиться до | Кріпиться до | Кровопостачання | Іннервація                                                                                  | Функція                                                                                           | Примітки                         |
| Зображення                                                                        | Назва (частини, черевця)                                                          | Назва (частини, черевця)                                           | Назва (частини, черевця) | Початок | Кінець | Кровопостачання | Іннервація                                                                                  | Функція                                                                                           | Примітки                         |
| --------------------------------------------------------------------------------- | --------------------------------------------------------------------------------- | ------------------------------------------------------------------ | --- | --- | --- | --- | ------------------------------------------------------------------------------------------- | ------------------------------------------------------------------------------------------------- | -------------------------------- |
|                                                                                   | Круговий м'яз ока (лат. m. orbicularis oculi)                                     | Очноямкова частина (лат. pars orbitalis)                           | Очноямкова частина (лат. pars orbitalis)                                                                                       | Носова частина лобової кістки (лат. pars nasalis ossis frontalis), лобовий відросток верхньої щелепи (лат. processus frontalis maxillae), присередня зв'язка повіки (лат. lig. palpebrale mediale) | Обводячи очну ямку, повертається на місце; вплітається в лобове черевце потилично-лобового м'яза (лат. venter frontalis musculi occipitofrontalis) і в м'яз-зморщувач брови (лат. m. corrugator supercilii) | Лицева, поверхнева скронева, надочноямкова, підочноямкова артерії (лат. aa. facialis, temporalis superficialis, infraorbitalis, supraorbitalis) | Скроневі та виличні гілки лицевого нерва (лат. rr. temporales et zygomatici nervi facialis) | Закриває очну щілину, утворює складки навколо очної ямки, розгладжує складки в області шкіри лоба | FMA: 46779 TA: A04.1.03.013 Gray |
| Вікова частина (лат. pars palpebralis)                                            | Круговий м'яз ока (лат. m. orbicularis oculi)                                     | Верхня частина (лат. pars superior)                                | Верхній край присередньої зв'язки повіки п(лат. lig. palpebrale mediale)                                                       | Латеральна зв'язка повіки (лат. lig. palpebrale laterale) | Смикає повіки | Лицева, поверхнева скронева, надочноямкова, підочноямкова артерії (лат. aa. facialis, temporalis superficialis, infraorbitalis, supraorbitalis) | Скроневі та виличні гілки лицевого нерва (лат. rr. temporales et zygomatici nervi facialis) |                                                                                                   | FMA: 46779 TA: A04.1.03.013 Gray |
| Вікова частина (лат. pars palpebralis)                                            | Круговий м'яз ока (лат. m. orbicularis oculi)                                     | Нижня частина (лат. pars inferior)                                 | Нижній край присередньої зв'язки повіки (лат. lig. palpebrale mediale)                                                         | Латеральна зв'язка повіки (лат. lig. palpebrale laterale) | Смикає повіки | Лицева, поверхнева скронева, надочноямкова, підочноямкова артерії (лат. aa. facialis, temporalis superficialis, infraorbitalis, supraorbitalis) | Скроневі та виличні гілки лицевого нерва (лат. rr. temporales et zygomatici nervi facialis) |                                                                                                   | FMA: 46779 TA: A04.1.03.013 Gray |
| Сльозова частина (лат. pars lacrimalis), або глибока частина (лат. pars profunda) | Сльозова частина (лат. pars lacrimalis), або глибока частина (лат. pars profunda) | Задній гребінь сльозової кістки (лат. crista lacrimalis posterior) | Слізний мішок (лат. saccus lacrimalis), повікова частина кругового м'яза ока (лат. pars palpebralis musculi orbicularis oculi) | Розширює слізний мішок, сприяє надходженню в нього слізної рідини | | Лицева, поверхнева скронева, надочноямкова, підочноямкова артерії (лат. aa. facialis, temporalis superficialis, infraorbitalis, supraorbitalis) | Скроневі та виличні гілки лицевого нерва (лат. rr. temporales et zygomatici nervi facialis) |                                                                                                   | FMA: 46779 TA: A04.1.03.013 Gray |
|                                                                                   | М'яз-зморщувач брови (лат. m. corrugator supercilii)                              | М'яз-зморщувач брови (лат. m. corrugator supercilii)               | М'яз-зморщувач брови (лат. m. corrugator supercilii)                                                                           | Присередня частина надбровної дуги (лат. arcus superciliaris) | Основа вушної раковини (лат. pinna) та шкіра брів | Лобова, надочноямкова, скронева артерії (лат. aa. frontalis, supraorbitalis, temporalis superficialis)                                          | Скроневі гілки лецевого нерва (лат. rr. temporales nervi facialis)                          | Зближує брови, спричиняє утворення вертикальних складок у міжбрівному проміжку                    | FMA: 46841 TA: A04.1.03.018 Gray |
|                                                                                   | М'яз-опускач перенісся (лат. m. procerus)                                         | М'яз-опускач перенісся (лат. m. procerus)                          | М'яз-опускач перенісся (лат. m. procerus)                                                                                      | Присередній відділ носової кістки (лат. os nasale) або апоневроз носового м'яза (лат. aponeurosis musculi nasalis)                                                                                 | Шкіра надперенісся (лат. glabella) між бровами | Кутова, надочноямкова артерії (лат. aa. angularis, supraorbitalis)                                                                              | Щічні гілки лицевого нерва (лат. rr. buccales nervi facialis)                               | Опускає шкіру надперенісся вниз, утворює поперечні складки в області кореня носа                  | FMA: 46769 TA: A04.1.03.008 Gray |
| нема доступної ілюстрації                                                         | М'яз-опускач брови (лат. m. depressor supercilii)                                 | М'яз-опускач брови (лат. m. depressor supercilii)                  | М'яз-опускач брови (лат. m. depressor supercilii)                                                                              | Верхня третина бокової частини носової кістки (лат. os nasale) | Присередня область шкіри над бровами | Кутова, надочноямкова артерії (лат. aa. angularis, supraorbitalis)                                                                              | Скроневі та виличні гілки лицевого нерва (лат. rr. temporales et zygomatici nervi facialis) | Опускає брову вниз і трохи всередину, утворює поперечні складки в області кореня носа             | FMA: 46798 TA: A04.1.03.019      |

### М'язи навколо вушної раковини (вушні м'язи)[к 2]
| Зображення | Назва (частини, черевця)                            | Назва (частини, черевця)                            | Назва (частини, черевця)                            | Кріпиться до | Кріпиться до                                     | Кровопостачання                                                                                      | Іннервація                                                                       | Функція                                                 | Примітки                    |
| Зображення | Назва (частини, черевця)                            | Назва (частини, черевця)                            | Назва (частини, черевця)                            | Початок | Кінець                                           | Кровопостачання                                                                                      | Іннервація                                                                       | Функція                                                 | Примітки                    |
| ---------- | --------------------------------------------------- | --------------------------------------------------- | --------------------------------------------------- | --- | ------------------------------------------------ | --- | -------------------------------------------------------------------------------- | ------------------------------------------------------- | --------------------------- |
|            | Передній вушний м'яз (лат. m. auricularis anterior) | Передній вушний м'яз (лат. m. auricularis anterior) | Передній вушний м'яз (лат. m. auricularis anterior) | Скронева фасція (лат. fascia temporalis) і сухожилковий шолом, або надчерепний апоневроз (лат. galea aponeurotica, seu aponeurosis epicranialis) | Шкіра вушної раковини вище козелка (лат. tragus) | Поверхнева скронева артерія (лат. a. temporalis superficialis)                                       | Скроневі гілки лицевого нерва (лат. rr. temporales nervi facialis)               | Зміщує вушну раковину вперед і вгору                    | FMA: 46856 TA: A04.1.03.020 |
|            | Верхній вушний м'яз (лат. m. auricularis superior)  | Верхній вушний м'яз (лат. m. auricularis superior)  | Верхній вушний м'яз (лат. m. auricularis superior)  | Сухожилковий шолом, або надчерепний апоневроз (лат. galea aponeurotica, seu aponeurosis epicranialis), над вушною раковиною                      | Шкіра вушної раковини (лат. pinna)               | Поверхнева скронева і задня вушна артерії (лат. aa. temporalis superficialis, auricularis posterior) | Задній вушний нерв лицевого нерва (лат. n. auricularis posterior nervi facialis) | Зміщує вушну раковину вгору, натягує сухожилковий шолом | FMA: 46855 TA: A04.1.03.021 |
|            | Задній вушний м'яз (лат. m. auricularis posterior)  | Задній вушний м'яз (лат. m. auricularis posterior)  | Задній вушний м'яз (лат. m. auricularis posterior)  | Вийна фасція (лат. fascia nuchae), соскоподібний відросток скроневої кістки (лат. processus mastoideus ossis temporalis)                         | Шкіра вушної раковини (лат. pinna)               | Задня вушна артерія (лат. a. auricularis posterior)                                                  | Задній вушний нерв лицевого нерва (лат. n. auricularis posterior nervi facialis) | Зміщує вушну раковину назад і вгору                     | FMA: 46857 TA: A04.1.03.022 |

### М'язи навколо носа
| Зображення                                                                               | Назва (частини, черевця)                                                                 | Назва (частини, черевця)                                                                     | Назва (частини, черевця)                                                                     | Кріпиться до                                                                                         | Кріпиться до                                                                   | Кровопостачання                                                       | Іннервація                                                    | Функція | Примітки                         |
| Зображення                                                                               | Назва (частини, черевця)                                                                 | Назва (частини, черевця)                                                                     | Назва (частини, черевця)                                                                     | Початок                                                                                              | Кінець                                                                         | Кровопостачання                                                       | Іннервація                                                    | Функція | Примітки                         |
| ---------------------------------------------------------------------------------------- | ---------------------------------------------------------------------------------------- | -------------------------------------------------------------------------------------------- | -------------------------------------------------------------------------------------------- | --- | ------------------------------------------------------------------------------ | --------------------------------------------------------------------- | ------------------------------------------------------------- | --- | -------------------------------- |
|                                                                                          | Носовий м'яз (лат. m. nasalis)                                                           | Поперечна частина (лат. pars transversa), або м'яз-стискач ніздрі (лат. m. compressor naris) | Поперечна частина (лат. pars transversa), або м'яз-стискач ніздрі (лат. m. compressor naris) | Альвеолярне підвищення верхнього присереднього різця верхньої щелепи (лат. jugi alveolaria maxillae) | З'єднується з протилежним м'язом вище носа                                     | Верхня губна і кутова артерії (лат. aa. labialis superior, angularis) | Щічні гілки лицевого нерва (лат. rr. buccales nervi facialis) | Стискає хрящевий відділ, звужуючи отвір носа                                                                 | FMA: 46770 TA: A04.1.03.009 Gray |
| Крильна частина (лат. pars alaris), або м'яз-розширювач ніздрі (лат. m. dilatator naris) | Крильна частина (лат. pars alaris), або м'яз-розширювач ніздрі (лат. m. dilatator naris) | Великий хрящ крила носа (лат. cartilago alaris major), шкіра крил носа навколо ніздрів       | Опускає крило носа, звужуючи ніздрі                                                          | Альвеолярне підвищення верхнього присереднього різця верхньої щелепи (лат. jugi alveolaria maxillae) |                                                                                | Верхня губна і кутова артерії (лат. aa. labialis superior, angularis) | Щічні гілки лицевого нерва (лат. rr. buccales nervi facialis) | | FMA: 46770 TA: A04.1.03.009 Gray |
|                                                                                          | М'яз-опускач перегородки носа (лат. m. depressor septi nasi)                             | М'яз-опускач перегородки носа (лат. m. depressor septi nasi)                                 | М'яз-опускач перегородки носа (лат. m. depressor septi nasi)                                 | Альвеолярне підвищення верхнього присереднього і латерального різців (лат. jugi alveolaria maxillae) | Нижня частина хрящевої частини носової перегородки (лат. cartilago septi nasi) | Верхня губна артерія (лат. a. labialis superior)                      | Щічні гілки лицевого нерва (лат. rr. buccales nervi facialis) | Тягне перегородку і кінчик носа вниз, разом із криловою частиною носового м'яза розширює ніздрі перед вдихом | FMA: 46777 TA: A04.1.03.012 Gray |

### М'язи навколо рота і щоки
| Зображення                             | Назва (частини, черевця)                                                                | Назва (частини, черевця)                                                                | Назва (частини, черевця)                                                                | Кріпиться до | Кріпиться до | Кровопостачання                                                                                     | Іннервація                                                                             | Функція | Примітки                         |
| Зображення                             | Назва (частини, черевця)                                                                | Назва (частини, черевця)                                                                | Назва (частини, черевця)                                                                | Початок | Кінець | Кровопостачання                                                                                     | Іннервація                                                                             | Функція | Примітки                         |
| -------------------------------------- | --------------------------------------------------------------------------------------- | --------------------------------------------------------------------------------------- | --------------------------------------------------------------------------------------- | --- | --- | --------------------------------------------------------------------------------------------------- | -------------------------------------------------------------------------------------- | --- | -------------------------------- |
|                                        | Круговий м'яз рота (лат. m. orbicularis oris)                                           | Круговий м'яз рота (лат. m. orbicularis oris)                                           | Губна частина (лат. pars labialis)                                                      | Залягає в товщі губ і щільно зрощений зі шкірою | Залягає в товщі губ і щільно зрощений зі шкірою | Верхня і нижня губні, підборідна артерії (лат. aa. labiales superior et inferior, mentalis)         | Щічні гілки лицевого нерва (лат. rr. buccales nervi facialis)                          | Звужує ротову щілину і витягує губи вперед | FMA: 46841 TA: A04.1.03.023 Gray |
| Крайова частина (лат. pars marginalis) | Круговий м'яз рота (лат. m. orbicularis oris)                                           | Круговий м'яз рота (лат. m. orbicularis oris)                                           | Обводить область рота, переходячи в прилеглі м'язи                                      | Обводить область рота, переходячи в прилеглі м'язи | | Верхня і нижня губні, підборідна артерії (лат. aa. labiales superior et inferior, mentalis)         | Щічні гілки лицевого нерва (лат. rr. buccales nervi facialis)                          | Звужує ротову щілину і витягує губи вперед | FMA: 46841 TA: A04.1.03.023 Gray |
|                                        | Великий виличний м'яз (лат. m. zygomaticus major)                                       | Великий виличний м'яз (лат. m. zygomaticus major)                                       | Великий виличний м'яз (лат. m. zygomaticus major)                                       | Латеральна поверхня виличної кістки, попереду вилицескроневого шва (лат. sutura zygomaticotemporalis)                                                                                                | Вплітається у круговий м'яз рота (лат. m. orbicularis oris)                                                                                             | Підочноямкова та щічна артерії (лат. aa. infraorbitalis, buccalis)                                  | Щічні та виличні гілки лицевого нерва (лат. rr. buccales et zygomatici nervi facialis) | Тягне кут рота вгору й назовні (латерально) | FMA: 46810 TA: A04.1.03.029 Gray |
|                                        | Малий виличний м'яз (лат. m. zygomaticus minor)                                         | Малий виличний м'яз (лат. m. zygomaticus minor)                                         | Малий виличний м'яз (лат. m. zygomaticus minor)                                         | Очноямкова поверхня виличної кістки, позаду від вилицескроневого шва (лат. sutura zygomaticotemporalis)                                                                                              | Входить у верхню губу і переплітається там із іншими м'язами, шкіра кута рота (лат. commissura labiorum), слизова оболонка щоки                         | Підочноямкова і щічна артерії (лат. aa. infraorbitalis, buccalis)                                   | Щічні та виличні гілки лицевого нерва (лат. rr. buccales et zygomatici nervi facialis) | Тягне кут рота вгору і назовні (латерально) | FMA: 46811 TA: A04.1.03.030 Gray |
|                                        | М'яз-підіймач верхньої губи (лат. m. levator labii superioris)                          | М'яз-підіймач верхньої губи (лат. m. levator labii superioris)                          | М'яз-підіймач верхньої губи (лат. m. levator labii superioris)                          | Підочноямковий край (лат. margo infraorbitalis) над підочноямковим отвором (лат. foramen infraorbitale)                                                                                              | Вплітається в круговий м'яз рота (лат. m. orbicularis oris), шкіра носогубної борозни (лат. philtrum)                                                   | Підочноямкова, верхня губна і щічна артерії (лат. aa. infraorbitalis, labialis superior, buccalis)  | Щічні гілки лицевого нерва (лат. rr. buccales nervi facialis)                          | Піднімає верхню губу, змінює глибину носогубної борозни | FMA: 46805 TA: A04.1.03.031 Gray |
|                                        | М'яз-підіймач верхньої губи і крила носа (лат. m. levator labii superioris aleque nasi) | М'яз-підіймач верхньої губи і крила носа (лат. m. levator labii superioris aleque nasi) | М'яз-підіймач верхньої губи і крила носа (лат. m. levator labii superioris aleque nasi) | Верхня частина лобового відростка верхньої щелепи (лат. processus frontalis maxillae), середніше від входу до очної ямки                                                                             | Присередній пучок — великий хрящ крила носа (лат. cartilago alaris major) і шкіра над ним, латеральний пучок — шкіра носогубної борозни (лат. philtrum) | Підочноямкова, верхня губна і щічна артерії (лат. aa. infraorbitalis, labialis superior, buccalis)  | Щічні гілки лицевого нерва (лат. rr. buccales nervi facialis)                          | Піднімає верхню губу і підтягує крило носа, допомагає криловій частині носового м'яза розширювати ніздрю                                                                  | FMA: 46802 TA: A04.1.03.032 Gray |
|                                        | М'яз-підіймач кута рота (лат. m. levator anguli oris)                                   | М'яз-підіймач кута рота (лат. m. levator anguli oris)                                   | М'яз-підіймач кута рота (лат. m. levator anguli oris)                                   | Нижче підочноямкового отвора (лат. foramen infraorbitale) від іклової ямки (лат. fossa canina) | Шкіра і слизова оболонка верхньої губи, вплітається у круговий м'яз рота (лат. m. orbicularis oris)                                                     | Підочноямкова і щічна артерії (лат. aa. infraorbitalis, buccalis)                                   | Щічні гілки лицевого нерва (лат. rr. buccales nervi facialis)                          | Тягне кут рота вгору і назовні (латерально), поглиблює носогубну борозну                                                                                                  | FMA: 46822 TA: A04.1.03.034 Gray |
|                                        | М'яз сміху (лат. m. risorius)                                                           | М'яз сміху (лат. m. risorius)                                                           | М'яз сміху (лат. m. risorius)                                                           | Вилична дуга (лат. arcus zygomaticus), привушна і жувальна фасції (лат. fascia parotideomasseterica)                                                                                                 | Шкіра кута рота (лат. commissura labiorum), може мати проміжне кріплення до шкіри щоки                                                                  | Лицева, поперечна лицева і щічна артерії (лат. aa. facialis, transvera faciei, buccalis)            | Щічні гілки лицевого нерва (лат. rr. buccales nervi facialis)                          | Тягне кут рота назовні (латерально) | FMA: 46838 TA: A04.1.03.028 Gray |
|                                        | М'яз-опускач кута рота (лат. m. depressor anguli oris)                                  | М'яз-опускач кута рота (лат. m. depressor anguli oris)                                  | М'яз-опускач кута рота (лат. m. depressor anguli oris)                                  | Передня поверхня нижньої щелепи в області підборідного горбика (лат. protuberantia mentalis) і косої лінії (лат. linea oblique), нижче підборідного отвору (лат. foramen mentale)                    | Шкіра кута рота, вплітається в товщу верхньої губи і м'яза-підіймача кута рота (лат. m. levator anguli oris)                                            | Нижня губна, підборідна і підпідборідна артерії (лат. aa. labialis inferior, mentalis, submentalis) | Нижньощелепна гілка лицевого нерва (лат. ramus marginalis mandibularis nervi facialis) | Тягне кут рота вниз і назовні (латерально) | FMA: 46828 TA: A04.1.03.026 Gray |
|                                        | М'яз-опускач нижньої губи (лат. m. depressor labii inferioris)                          | М'яз-опускач нижньої губи (лат. m. depressor labii inferioris)                          | М'яз-опускач нижньої губи (лат. m. depressor labii inferioris)                          | Передня поверхня нижньої щелепи в області косої лінії (лат. linea oblique), між нижньощелепним симфізом (лат. symphysis mandibulae) і підборідним отвором (лат. foramen mentale)                     | Шкіра і слизова оболонка нижньої губи, вплітається в м'яз-підіймач верхньої губи (лат. m. levator labii superioris)                                     | Нижня губна і підборідна артерії (лат. aa. labialis inferior, mentalis)                             | Нижньощелепна гілка лицевого нерва (лат. ramus marginalis mandibularis nervi facialis) | Тягне шкіру підборіддя вгору, тягне нижню губу вниз і трохи латерально | FMA: 46816 TA: A04.1.03.033 Gray |
|                                        | Підборідний м'яз (лат. m. mentalis)                                                     | Підборідний м'яз (лат. m. mentalis)                                                     | Підборідний м'яз (лат. m. mentalis)                                                     | Альвеолярні підвищення в області різців та ікол нижньої щелепи (лат. jugi alveolaria mandibulae) | Шкіра підборіддя | Нижня губна і підборідна артерії (лат. aa. labialis inferior, mentalis)                             | Нижньощелепна гілка лицевого нерва (лат. ramus marginalis mandibularis nervi facialis) | Піднімає або зміщує вперед нижню губу, тягне шкіру підборіддя вгору, зморщуючи її                                                                                         | FMA: 46825 TA: A04.1.03.037 Gray |
|                                        | Поперечний м'яз підборіддя (лат. m. transversus menti)                                  | Поперечний м'яз підборіддя (лат. m. transversus menti)                                  | Поперечний м'яз підборіддя (лат. m. transversus menti)                                  | Часто є продовженням м'яза-опускача нижньої губи, з'єднує точки початку цих м'язів | Часто є продовженням м'яза-опускача нижньої губи, з'єднує точки початку цих м'язів                                                                      | Нижня губна і підборідна артерії (лат. aa. labialis inferior, mentalis)                             | Нижньощелепна гілка лицевого нерва (лат. ramus marginalis mandibularis nervi facialis) | Бере участь в опусканню кута рота | FMA: 49080 TA: A04.1.03.027 Gray |
|                                        | Щічний м'яз (лат. m. buccinator), або «м'яз сурмачів»                                   | Щічний м'яз (лат. m. buccinator), або «м'яз сурмачів»                                   | Щічний м'яз (лат. m. buccinator), або «м'яз сурмачів»                                   | Щічний гребінь нижньої щелепи (лат. crista buccinatoria mandibulae), крилонижньощелепний шов (лат. raphe pterygomandibulare), зовнішні поверхні верхньої та нижньої щелепи в області альвеол молярів | Слизова оболонка і шкіра кута рота (лат. commissura labiorum), верхньої і нижньої губ, вплітається в круговий м'яз рота (лат. m. orbicularis oris)      | Щічна артерія (лат. a. buccinator)                                                                  | Щічні гілки лицевого нерва (лат. rr. buccales nervi facialis)                          | Відтягує кут рота вбік, при двосторонньому скороченні — розтягує ротову щілину, притискає внутрішню поверхню щік до зубів, захищає слизову оболонку щоки від прикусування | FMA: 46834 TA: A04.1.03.036 Gray |

## Жувальні м'язи
Жувальні м'язи (лат. mm. masticatorii) розвиваються з мезодерми першої зябрової дуги, пов'язані один із одним морфологічно (кріпляться до нижньої щелепи) і функціонально (виконують жувальні рухи нижньої щелепи). Жувальні м'язи, на відміну від мімічних, покриті щільними фасціями, мають двостороннє кріплення до кісток і виконують такі функції: закривання рота, рух нижньої щелепи вперед, назад і вбік, артикуляція. Деякі автори розділяють жувальні м'язи на основні (жувальний, скроневий, присередній  і латеральний крилоподібний м'язи) та допоміжні (м'язи шиї).
| Зображення                            | Назва (частини, голівки)                                        | Назва (частини, голівки) | Кріпиться до | Кріпиться до | Кровопостачання                                                                       | Іннервація                                                                            | Функція | Примітки                         |
| Зображення                            | Назва (частини, голівки)                                        | Назва (частини, голівки) | Початок | Кінець | Кровопостачання                                                                       | Іннервація                                                                            | Функція | Примітки                         |
| ------------------------------------- | --------------------------------------------------------------- | --- | --- | --- | ------------------------------------------------------------------------------------- | ------------------------------------------------------------------------------------- | --- | -------------------------------- |
|                                       | Жувальний м'яз (лат. m. masseter)                               | Поверхнева частина (лат. pars superficialis) | Верхньощелепний відросток (лат. processus maxillaris) виличної кістки, передні дві третини зовнішньої поверхні виличної дуги (лат. arcus zygomaticus)                                                                  | Жувальна горбистість (лат. tuberositas masseterica) в області кута нижньої щелепи (лат. angulus mandibulae)                                                                             | Жувальна і поперечна лицева артерії (лат. aa. masseterica, transversa faciei)         | Жувальний нерв від трійчастого нерва (лат. n. massetericus)                           | Піднімає нижню щелепу, поверхнева частина м'яза бере участь у зміщенні щелепи вперед                                                   | FMA: 48996 TA: A04.1.03.002 Gray |
| Глибока частина (лат. pars profunda)  | Жувальний м'яз (лат. m. masseter)                               | Внутрішня поверхня виличної дуги (лат. arcus zygomaticus) | Верхня частина латеральної поверхні гілки нижньої щелепи (лат. ramus mandibulae) і вінцевий відросток (лат. processus coronoideus)                                                                                     | | Жувальна і поперечна лицева артерії (лат. aa. masseterica, transversa faciei)         | Жувальний нерв від трійчастого нерва (лат. n. massetericus)                           | Піднімає нижню щелепу, поверхнева частина м'яза бере участь у зміщенні щелепи вперед                                                   | FMA: 48996 TA: A04.1.03.002 Gray |
|                                       | Скроневий м'яз (лат. m. temporalis)                             | Скроневий м'яз (лат. m. temporalis) | Поверхня скроневої ямки (лат. fossa temporalis), скронева лінія на лобовій кістці (лат. linea temporalis), велике крило (лат. ala major) клиноподібної кістки та луската частина (лат. pars squamosa) скроневої кістки | Вінцевий відросток (лат. processus coronoideus) і передній край гілки нижньої щелепи (лат. ramus mandibulae), суглобний диск (лат. discus articularis) скронево-нижньощелепного суглоба | Глибока і поверхнева скронева артерії (лат. aa. temporales profunda et superficialis) | Глибокі скроневі нерви від трійчастого нерва (лат. nn. temporalis profundi)           | При скороченні всіх пучків — піднімає нижню щелепу, при скороченні задніх пучків — тягне назад нижню щелепу                            | FMA: 49006 TA: A04.1.03.005 Gray |
|                                       | Латеральний крилоподібний м'яз (лат. m. pterygoideus lateralis) | Верхня голівка (лат. caput superius) | Підскронева поверхня і підскроневий гребінь великого крила клиноподібної кістки (лат. facies infratemporalis et crista infratemporalis alae majoris ossis sphenoidalis)                                                | Присередня поверхня суглобної капсули скронево-нижньощелепного суглоба і суглобний диск (лат. discus articularis)                                                                       | Нижня ямкова і лицева артерії (лат. aa. alveolares inferiores, facialis)              | Латеральний крилоподібний нерв від трійчастого нерва (лат. n. pterygoideus lateralis) | При односторонньому скороченні — зміщує нижню щелепу в протилежний бік, при двосторонньому скороченні — зміщує нижнб щелепу вперед     | FMA: 49015 TA: A04.1.03.006 Gray |
| Нижня голівка (лат. caput inferius)   | Латеральний крилоподібний м'яз (лат. m. pterygoideus lateralis) | Зовнішня поверхня латеральної пластинки крилоподібного відростка клиноподібної кістки (лат. facies externa laminae lateralis processus pterygoideus ossis sphenoidalis)  | Крилоподібна ямка нижньої щелепи (лат. fovea pterygoidea mandibulae) | | Нижня ямкова і лицева артерії (лат. aa. alveolares inferiores, facialis)              | Латеральний крилоподібний нерв від трійчастого нерва (лат. n. pterygoideus lateralis) | При односторонньому скороченні — зміщує нижню щелепу в протилежний бік, при двосторонньому скороченні — зміщує нижнб щелепу вперед     | FMA: 49015 TA: A04.1.03.006 Gray |
|                                       | Присередній крилоподібний м'яз (лат. m. pterygoideus medialis)  | Поверхнева голівка (лат. caput superficialis) | Горбик верхньої щелепи (лат. tuber maxillae) та пірамідальний відросток піднебінної кістки (лат. processus pyramidalis ossis palatini)                                                                                 | Крилоподібна горбистість нижньої щелепи (лат. tuberosita pterygoidea mandibulae) | Верхня ямкова і лицева артерії (лат. aa. alveolares superiores, facialis)             | Присередній крилоподібний нерв від трійчастого нерва (лат. n. pterygoideus medialis)  | При односторонньому скороченні — зміщує нижню щелепу в протилежний бік, при двосторонньому скороченні — зміщує і піднімає нижню щелепу | FMA: 49011 TA: A04.1.03.009 Gray |
| Глибока голівка (лат. caput profunda) | Присередній крилоподібний м'яз (лат. m. pterygoideus medialis)  | Внутрішня поверхня латеральної пластинки крилоподібного відростка клиноподібної кістки (лат. facies interna laminae lateralis processus pterygoideus ossis sphenoidalis) | | Крилоподібна горбистість нижньої щелепи (лат. tuberosita pterygoidea mandibulae) | Верхня ямкова і лицева артерії (лат. aa. alveolares superiores, facialis)             | Присередній крилоподібний нерв від трійчастого нерва (лат. n. pterygoideus medialis)  | При односторонньому скороченні — зміщує нижню щелепу в протилежний бік, при двосторонньому скороченні — зміщує і піднімає нижню щелепу | FMA: 49011 TA: A04.1.03.009 Gray |